# Иван Бачун
Иван Бачун (Стрелечко, код Сиска, 29. април 1921 — Загреб, 29. јул 2004), учесник Народноослободилачког рата, друштвено-политички радник и дипломата СФРЈ.

## Биографија
Завршио је Вишу војну академију и Економски факултет у Загребу. Учесник је НОБ-а од 1941. и члан КПЈ од 1942. године. У рату је био политички комесар батаљона и командат бригаде. После рата био је у ЈНА до 1956. године, као војни аташе и заменик команданта подручја. Био је директор Загребачког велесајма до 1967. године, када прелази у дипломатију. Био је амбасадор СФРЈ у Аргентини.
Носилац је Партизанске споменице 1941. и других југословенских одликовања.